# جان کریست
جان کریست (انگلیسی: John Christ؛ زادهٔ ۱۹ فوریهٔ ۱۹۶۵) گیتارنواز اهل ایالات متحده آمریکا است.